# Pressure/Immobilization Technique

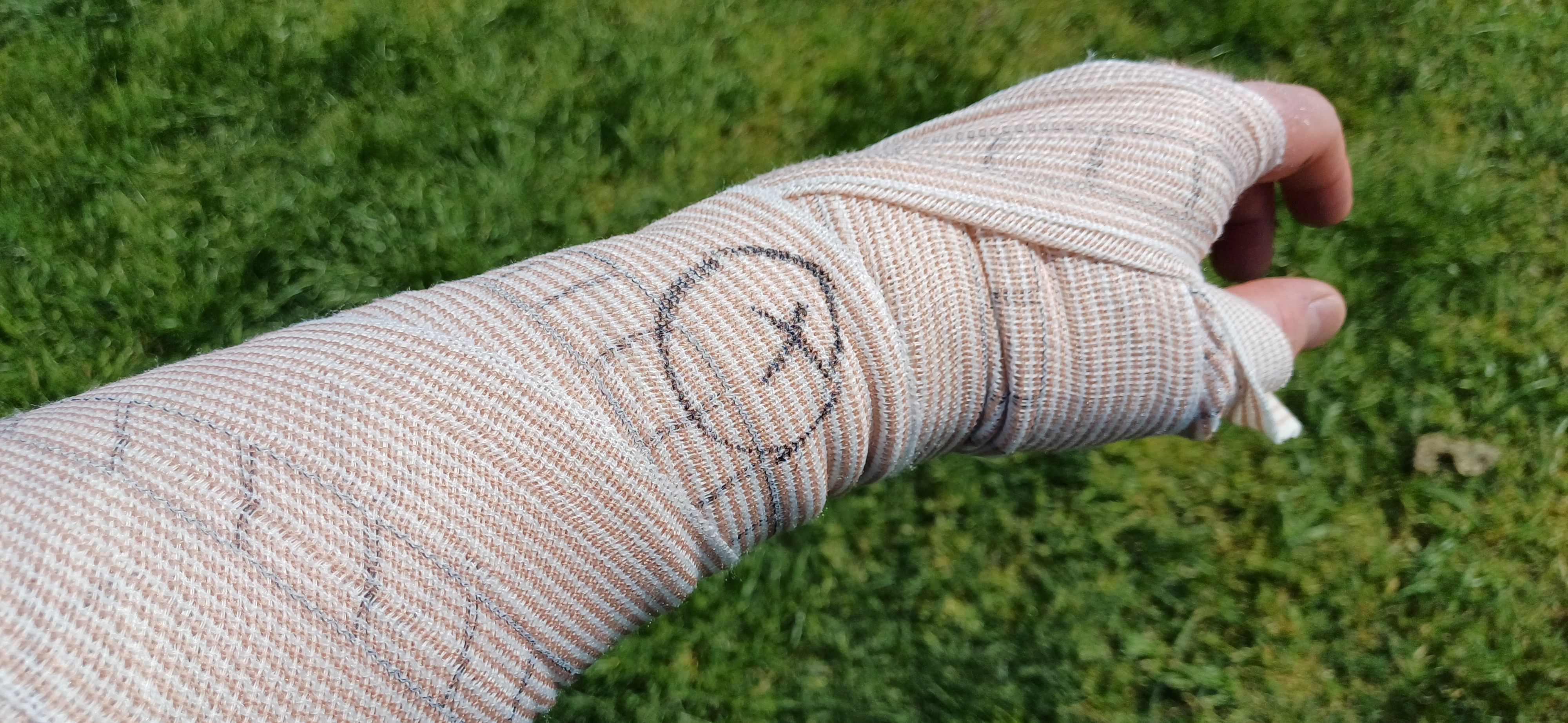
Pressure/Immobilization Technique

Die Pressure/Immobilization Technique ist eine in Australien entwickelte Erste-Hilfe-Maßnahme bei Bissen von Gifttieren (z. B. Giftschlangen, Spinnen) in die Extremitäten (Arme, Beine). Sie zielt darauf ab, das betroffene Glied durch Anlegen eines Druckverbandes oberhalb der Bissstelle ruhigzustellen. Das betroffene Körperteil wird fest mit Verbandmaterial umwickelt und ruhiggestellt. Durch den Druckverband und die Ruhigstellung soll die Ausbreitung des Gifts im Körperkreislauf verlangsamt und gleichzeitig die Durchblutung der Extremität aufrechterhalten werden.
Diese Technik wird angewendet, wenn zu erwarten ist, dass bis zum Eintreffen weiterer Hilfe eine längere Zeitspanne vergeht. Die Pressure/Immobilization Technique dient nur der Erstbehandlung einer Bissverletzung, bis weitergehende ärztliche Hilfe verfügbar ist.